# Грязнов, Иван Кенсоринович
Иван Кенсоринович (Кенсарионович) Грязнов (11 (23) января 1897 года — 29 июля 1938 года) — советский военный деятель, член Военного совета при НКО СССР (1934—1937), командующий Забайкальским (1935—1937) и Средне-Азиатским (1937) военными округами, комкор (20.11.1935).

## Биография
Родился 11 января 1897 года в поселке Михайловского завода Екатеринбургской губернии в семье мелкого торговца (отец 17 лет был председателем местного кредитного товарищества). Русский. Учился в Березовской сельской школе и в Екатеринбургской торговой школе (окончил в 1912 году). Окончил Казанское коммерческое училище в 1913 году. Затем жил и работал в Челябинске, по другим данным — в потребительской кооперации в Пермской губернии.
В мае 1916 года мобилизован в Русскую императорскую армию. Окончил учебную команду 194-го запасного пехотного полка в Уфе, позднее окончил Чистопольскую школу прапорщиков (1917). С весны 1917 года участвовал в первой мировой войне, воевал в составе 49-го Сибирского стрелкового полка: младший офицер роты, помощник начальника учебной команды полка. После Февральской революции был избран членом полкового солдатского комитета, а в декабре 1917 года избран командиром роты. В феврале 1918 года был демобилизован и вернулся на родину.
Работал в местном исполкоме. Когда после начала восстания Чехословацкого корпуса в Красноуфимском уезде вспыхнуло крестьянское восстание против Советской власти, Иван Грязнов был захвачен восставшими и зверски избит до полусмерти, но спасён местными жителями (местные жители назвали его умершим от ран, а потом доложили об его захоронении).
В июне 1918 года вступил в Красную Армию. Активный участник Гражданской войны. Был инспектором формирований так называемого «Красноуфимского фронта», командиром 2-го Красноуфимского революционного полка, с августа 1918 — командующий отрядами манчажского направления и одновременно командир им же сформированного 1-го Красноуфимского полка. В сентябре 1918 года стал командиром Красноуфимской бригады 4-й Уральской дивизии (командир В. К. Блюхер) 3-й армии Восточного фронта. Во главе бригады прошёл боевой путь от Поволжья до Забайкалья, участвовал во многих операциях против армий адмирала А. В. Колчака.
С марта 1920 года — начальник 30-й стрелковой дивизии, которая летом 1920 года была переброшена на Южный фронт и участвовала в Северо-Таврической и Перекопско-Чонгарской операциях против армии генерала П. Н. Врангеля. После взятия Крыма дивизия дислоцировалась на Украине и вела борьбу с отрядами Н. Махно и многочисленными бандформированиями. В 1921 году избран членом Всеукраинского ЦИК.
Член РКП(б) с 1922 года.
С июня 1922 и 1923—1924 командир 7-го стрелкового корпуса (Запорожье). Окончил Военно-академические курсы при Военной академии РККА в 1923 году. С июня 1924 года — командир и комиссар 18-го стрелкового корпуса Сибирского военного округа (Иркутск).
В 1927 году окончил Курсы усовершенствования высшего начальствующего состава РККА, затем командир 11-го стрелкового корпуса (Смоленск). С января 1928 года — командир 8-го стрелкового корпуса (Житомир), с мая 1930 года — командир 6-го стрелкового корпуса (Одесса).
С ноября 1930 года — помощник командующего Средне-Азиатским военным округом, где участвовал в боевых операциях по ликвидации басмачества. С декабря 1931 года — заместитель начальника Управления механизации и моторизации РККА, с декабря 1933 года — командующий Забайкальской группой войск Особой Краснознамённой Дальневосточной армии. В мае 1935 года назначен командующим войсками вновь созданного на базе этой группы Забайкальского военного округа, одновременно с 1934 года являлся членом Военного Совета при наркоме обороны СССР. 9 июня 1937 года назначен командующим войсками Средне-Азиатского военного округа.

## Репрессии
Уволен из РККА 11 августа 1937 года. Арестован 15 августа 1937 года. Приговорён Военной коллегией Верховного Суда СССР 29 июля 1938 года по обвинению в участии в контр-революционной террористической организации. Расстрелян в тот же день на расстрельном полигоне «Коммунарка». Реабилитирован определением Военной коллегии Верховного Суда СССР 5 мая 1956 года.
Жена — Дебора Абрамовна Грязнова (1903 г.р.) в июне 1938 года была осуждена как член семьи изменника Родины к восьми годам лагерей.

## Награды
Награждён двумя орденами Красного Знамени (2.03.1921, 22.02.1933), орденом Трудового Красного Знамени Таджикской ССР (16.11.1932), золотыми часами от ВЦИК РСФСР (1921), также во время гражданской войны несколько раз награждался именным оружием.

## Воинские чины и звания
- Рядовой — 05.1916
- Прапорщик — 05.1917
- Комкор — 20.11.1935[19]

## Память

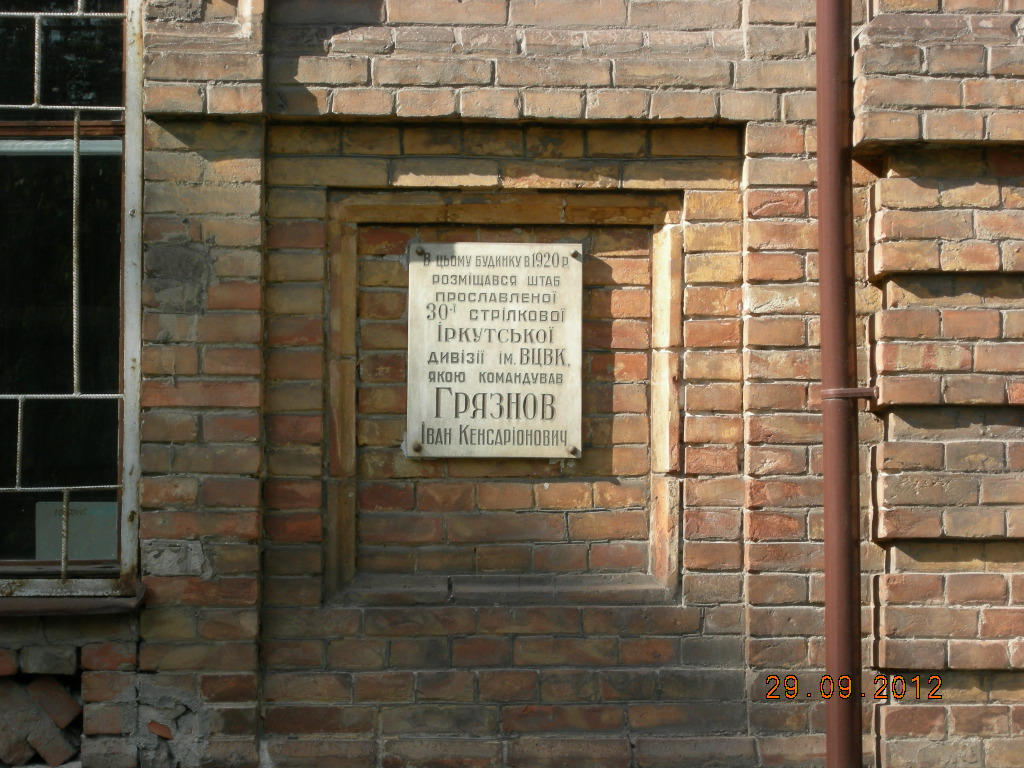
Мемориальная доска в Запорожье. Ныне демонтирована

- Мемориальная доска установлена на здании бывшего штаба Средне-Азиатского военного округа (Ташкент, улица Пушкинская, дом 56).
- Мемориальная доска была установлена на здании третьего корпуса Запорожского национального университета. Демонтирована.
- Имя Грязнова носила улица Крепостная (укр. Фортечна) в Запорожье до 2016 года.[20]